# Maliana (Aldeia)
Aculaca ist eine osttimoresische Aldeia im Suco Lahomea (Verwaltungsamt Maliana, Gemeinde Bobonaro). 2015 lebten in der Aldeia 2056 Menschen.

## Geographie
Maliana liegt im Nordwesten des östlichen Hauptgebiets des Sucos Lahomea und besteht aus dem wirtschaftlichen Zentrum der Gemeindehauptstadt Maliana. Die Ostgrenze zur Aldeia Lahomea bildet der Biapelu, ein Nebenfluss des Nunuras. Die Südgrenze markiert die Überlandstraße von Maliana nach Bobonaro. Auf der anderen Seite befindet sich die Aldeia Aculaca, der Südosten der Stadt. Im Norden grenzt die Aldeia Maliana an den Suco Raifun und im Südwesten an den Suco Holsa.
In der Aldeia befinden sich der Markt Malianas, eine Filiale der Banco Nacional de Comércio de Timor-Leste (BNCTL), ein Sportplatz und eine Turnhalle (tetum Ginasio Municipal Maliana), der Friedhof Santa Cruz, das Gemeindemuseum (tetum Muzeu Memorial Munisipal Bobonaro, ehemals die Bücherei) sowie zahlreiche kleine Geschäfte und Restaurants.

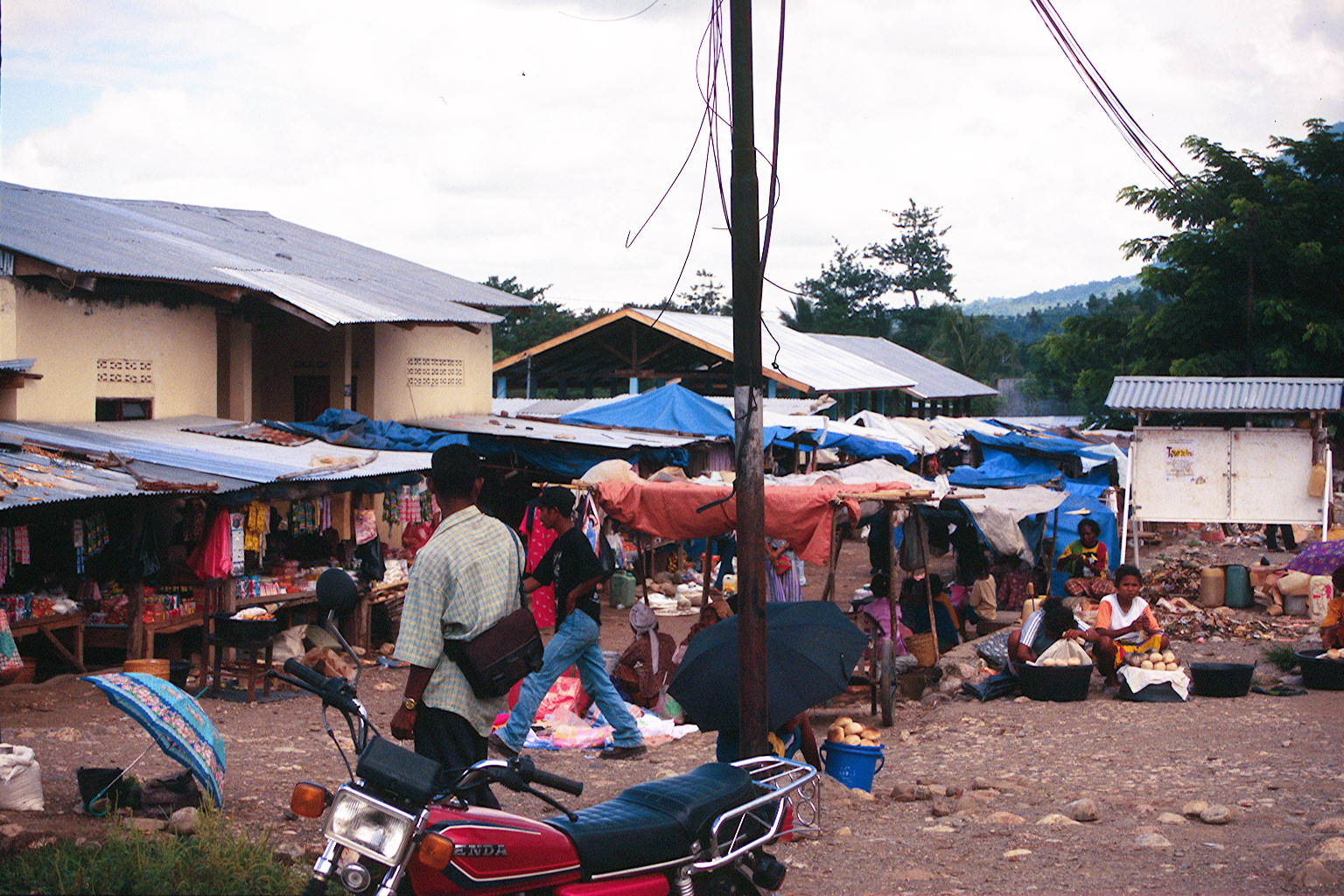
Der Markt
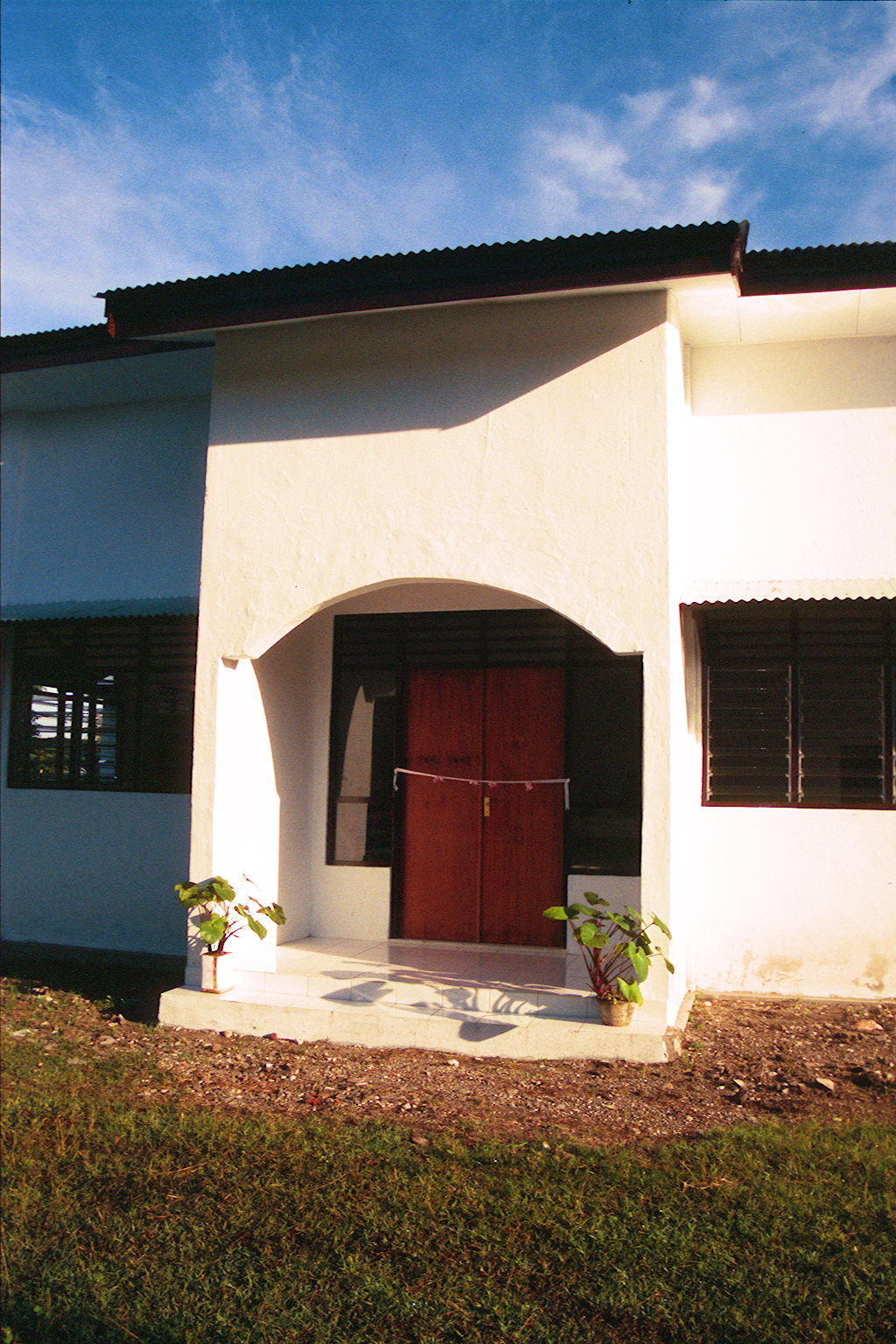
Das Gemeinde-museum
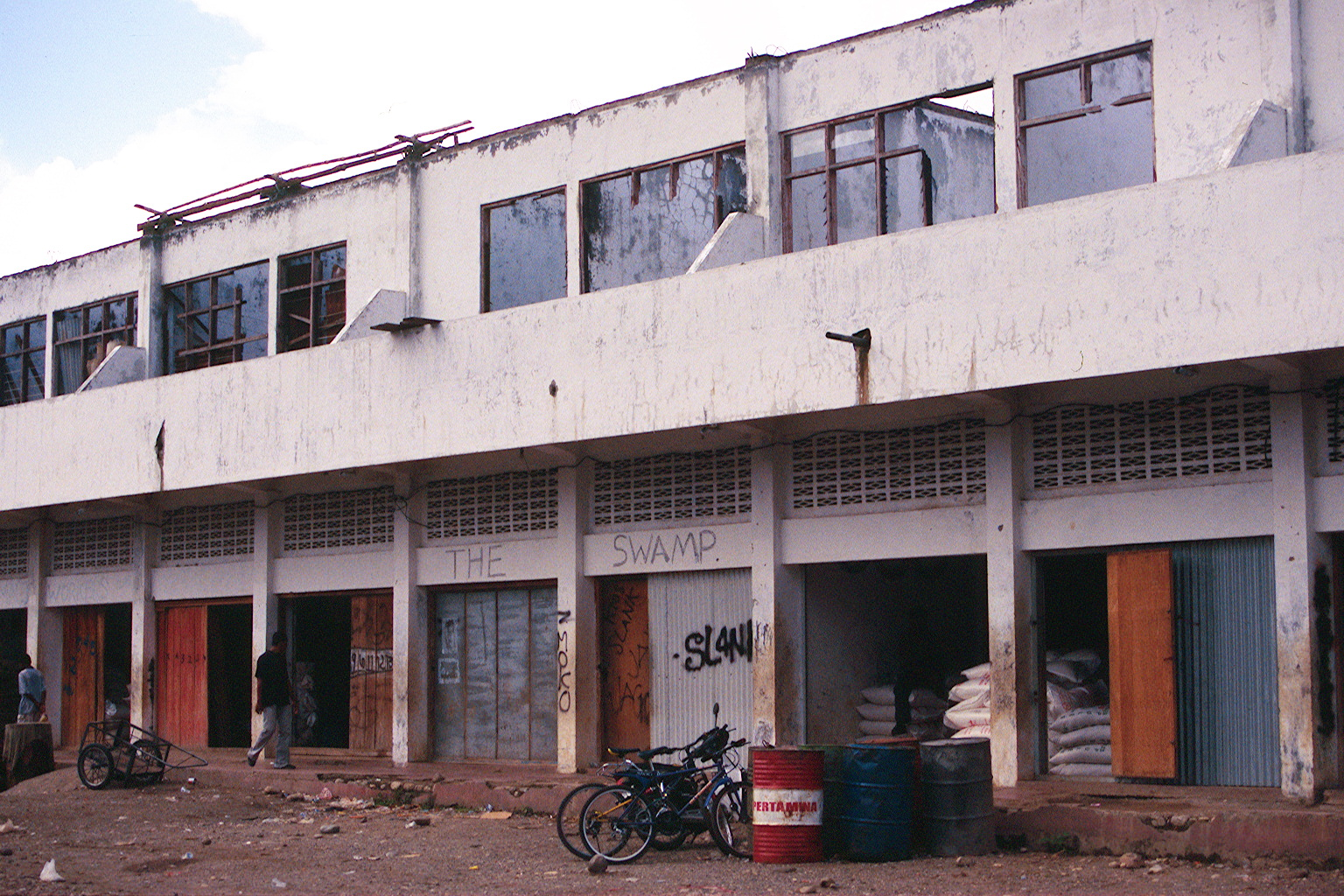
Lokales Geschäftsgebäude
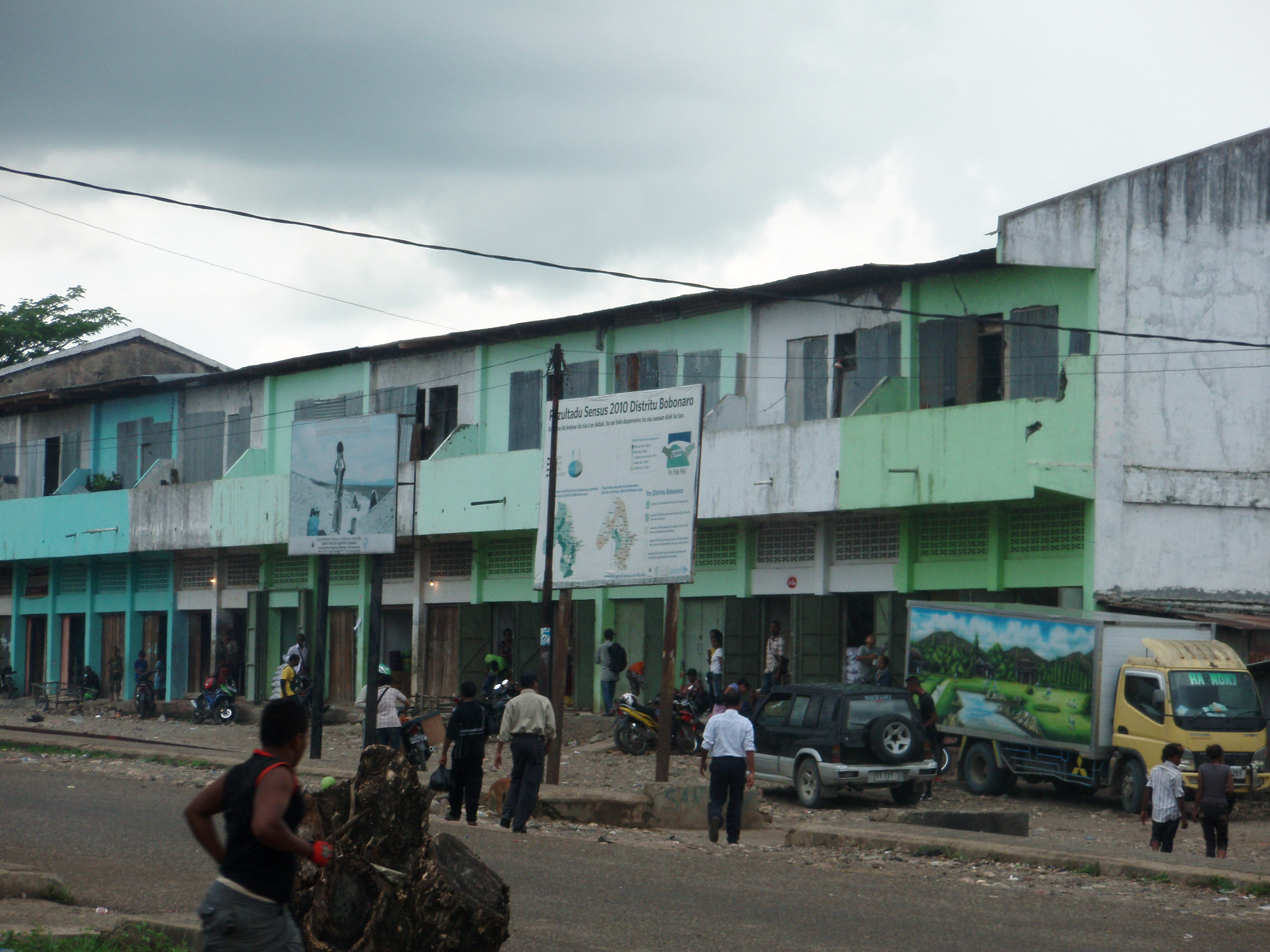
Geschäfte
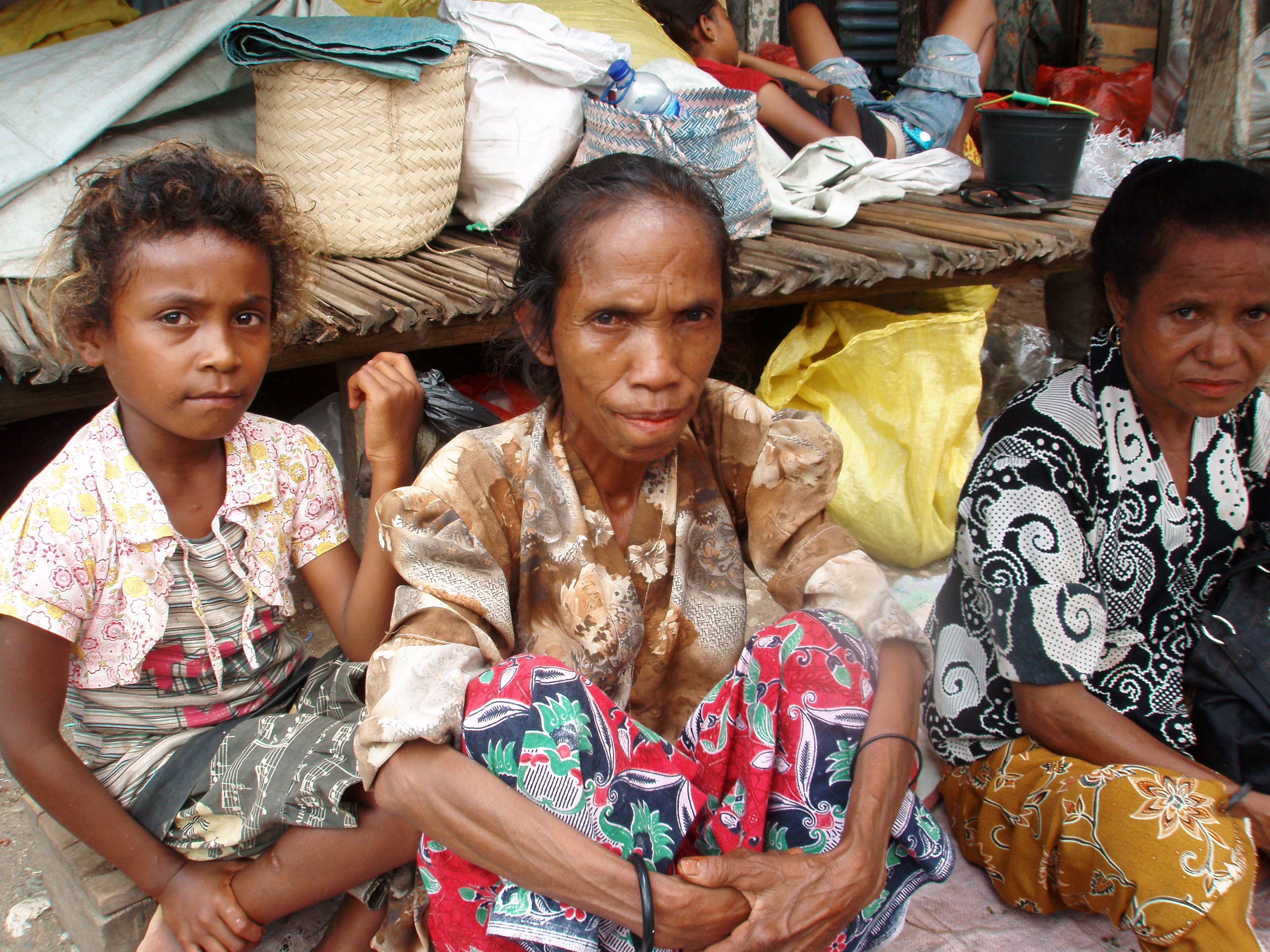
Händlerinnen

## Politik
2023 wurde Sabino Laurindo zum Chefe de Aldeia gewählt.